# Cascavel (kommun i Brasilien, Ceará, lat -4,27, long -38,27)
Cascavel är en kommun i Brasilien.   Den ligger i delstaten Ceará, i den östra delen av landet, 1 700 km nordost om huvudstaden Brasília. Antalet invånare är 66 124.
Följande samhällen finns i Cascavel:
- Cascavel

Omgivningarna runt Cascavel är huvudsakligen savann. Runt Cascavel är det ganska glesbefolkat, med 35 invånare per kvadratkilometer.